# Billy el hachero
Billy el hachero (Billy the Axeman;  también conocido como Ax-Man,  Midwest Axeman  y Man from the Train ) es el nombre dado a un presunto asesino en serie que se cree responsable de una serie de asesinatos familiares que ocurrieron principalmente en el Medio Oeste de los Estados Unidos entre septiembre de 1911 y junio de 1912.
Los ataques atribuidos a este asesino se caracterizan por el asesinato de una familia entera en sus camas destrozándoles el cráneo con un instrumento contundente, generalmente un hacha. Las familias a menudo vivían muy cerca de la vía férrea, que se supone era la que utilizaba el asesino para transportarse. Las posibles firmas características  incluyen la destrucción y cubrimiento de los rostros de las víctimas y la puesta en escena de una de las víctimas femeninas de una manera que indicaba "asesinato lujurioso".
La noción de tal asesino fue introducida por primera vez en la prensa en 1911, y durante los siguientes cien años se propusieron muchas teorías diferentes. La mayoría de ellas se centran en una serie de crímenes que ocurrieron entre 1911 y 1912 y que se cobraron entre 24 y 30 víctimas dependiendo de los crímenes incluidos.   Más recientemente, los autores Bill James y Rachel McCarthy James publicaron The Man from the Train, en el que abogan por una serie de crímenes mucho más larga que abarca desde 1898 hasta 1912. Esta teoría revisada le atribuye más de 90 muertes, lo que lo convertiría en uno de los asesinos en serie más prolíficos de la historia de Estados Unidos.

## Historia

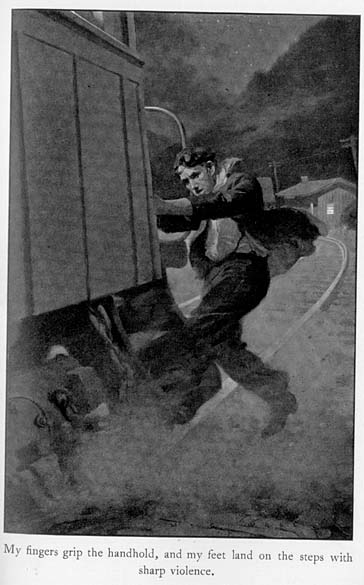
Se presume que el asesino utilizó el tren para acercarse y huir de la escena del crimen.

La idea de que un asesino errante estaba detrás de una serie de asesinatos con hacha en el Medio Oeste estadounidense fue introducida por primera vez por la prensa en 1911, llamándolo Billy el Hachero. En aquella época se notaban similitudes como el uso del hacha, el ataque a familias enteras y la proximidad de muchos lugares a la vía férrea. Por ello, muchos artículos de prensa y numerosos agentes del orden consideraron la posibilidad de que un único asesino fuera responsable de una serie de crímenes en todo el Medio Oeste.
La idea de tal asesino fue utilizada luego por Matthew Wilson McClaughry, un agente especial del Departamento de Justicia, para vincular los asesinatos con hacha cometidos por Henry Lee Moore en 1912 con esta serie. Este intento finalmente resultó infructuoso y nadie fue procesado por más de uno de los crímenes de la serie. Sin embargo, la idea de un asesino en serie de este tipo resurgió entre los autores de crímenes reales, blogueros y podcasters.  
En 2015, el autor Todd Elliott amplió sustancialmente el alcance de los posibles asesinatos.  Inicialmente se centró en una serie de asesinatos con hacha que también tuvieron lugar entre 1911 y 1912, pero sucedieron en los estados sureños de Texas y Luisiana. Observó varias similitudes, como por ejemplo que familias enteras eran asesinadas en mitad de la noche, normalmente a golpes con el lado romo de un hacha, y que muchas escenas de crímenes estaban muy cerca de vías férreas. Concluyó que detrás de ellos debía estar la misma persona. Una diferencia de la serie del sur fue el hecho de que casi exclusivamente se centraron en familias negras.
En 2017, los autores Bill James y Rachel McCarthy James publicaron The Man from the Train (El hombre del tren), en el que ampliaron aún más esta idea original. Proponen que se deberían incluir más asesinatos dado que incluso los primeros crímenes que habitualmente se consideran ya muestran un modus operandi maduro, lo que sugiere que hay un asesino en serie experimentado detrás de ellos. Afirman que la serie de asesinatos se remonta a tiempos mucho más antiguos y también presentan un sospechoso que no había sido discutido antes.

## Características identificativas
Las hachas eran herramientas domésticas habituales a principios del siglo XX y un número considerable de asesinatos se cometieron con este útil.  Para distinguir los crímenes relacionados con la serie de asesinatos del Medio Oeste de otros asesinatos con hacha, diferentes autores han desarrollado una lista de características que detallan el modus operandi y las posibles firmas, y por lo tanto apuntan a que hay un solo individuo detrás de ellos. La primera en describir sistemáticamente tal conjunto de similitudes fue Beth Klingensmith. 
Según Klingensmith, los asesinatos normalmente ocurrían los domingos por la noche en un pueblo pequeño. El asesino utilizaría el transporte en tren para acercarse rápidamente a la ciudad. Una vez allí, elegía una casa que cumplía ciertos criterios, la observaba y esperaba hasta que la gente que estaba dentro estuviera profundamente dormida. El arma homicida, típicamente un hacha, era siempre un arma de oportunidad tomada de la casa o de un predio vecino. Normalmente entraba a la casa a través de una puerta sin cerrar con llave o una ventana trasera, quitando la mosquitera y colocándola contra la pared. Una vez dentro, utilizaba una lámpara de la casa para iluminarse. Quitaba la pantalla de la lámpara, la colocaba con cuidado (para no tropezar con ella) y doblaba la mecha hacia abajo. Durante la comisión de los asesinatos, se cubrían los rostros de las víctimas, posiblemente para reducir las salpicaduras de sangre. Cometió los asesinatos golpeando las cabezas de las víctimas con el lado romo del hacha. Los asesinatos se realizaron rápidamente. Después del crimen, el perpetrador permanecía en el lugar, se lavaba las manos, cubría las ventanas, movía los cuerpos, los preparaba, los mutilaba aún más y a menudo los cubría aún más. Tanto durante como después del asesinato, atacó únicamente las cabezas y los rostros de las víctimas, dejando el resto del cuerpo ileso. Al abandonar la escena, limpiaba las huellas dactilares del arma homicida, la dejaba en el lugar y bloqueaba la casa antes de irse. Huía de la ciudad por el mismo camino por el que había venido, subiéndose a un vagón de tren de mercancías que pasaba por la cercana vía férrea. 

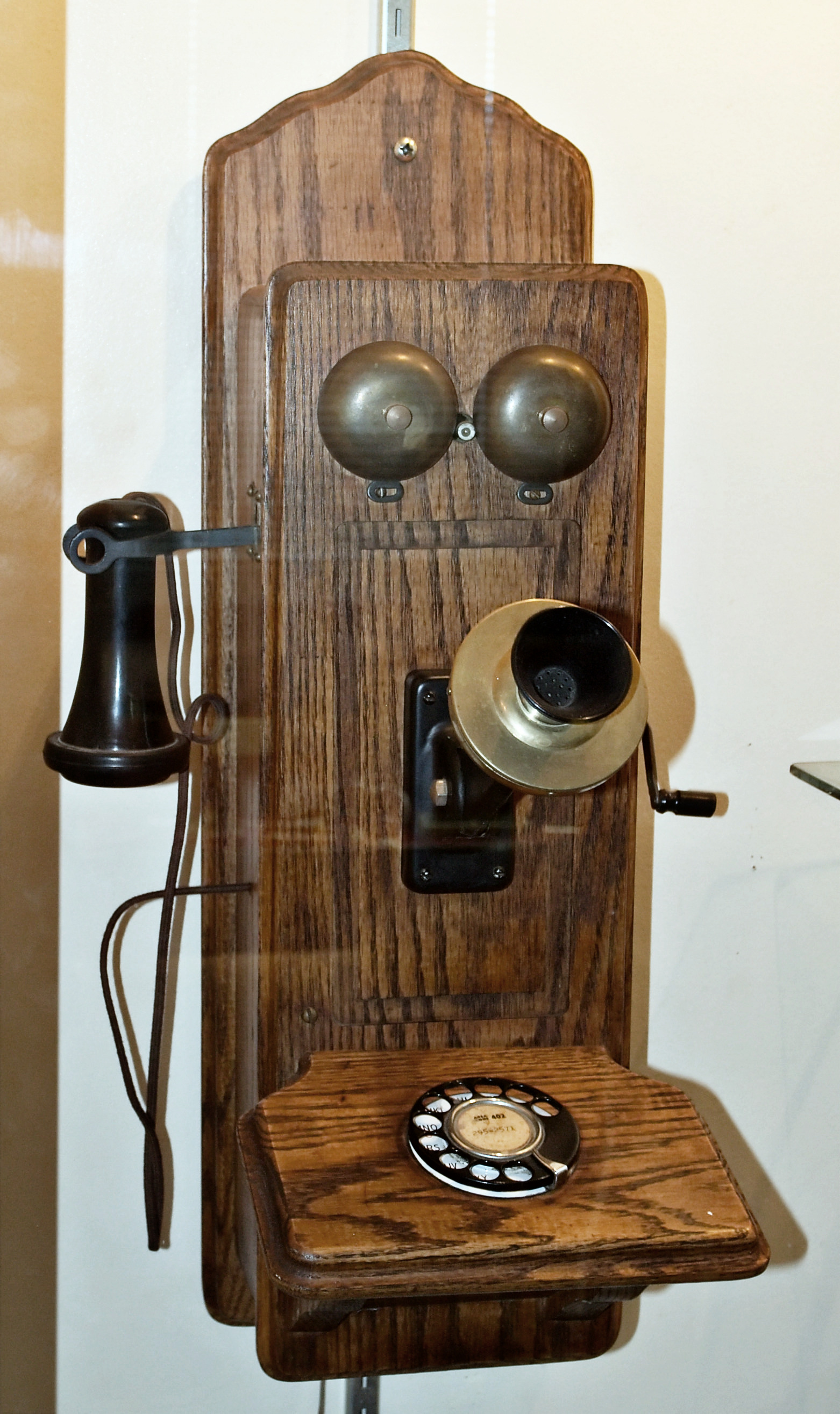
El asesino cubrió los rostros de las víctimas, así como los espejos y los teléfonos, lo que llevó a especular que la aversión a ser mirado podría ser un elemento característico.

Bill James y Rachel McCarthy James utilizan la misma estructura básica pero realizan una serie de revisiones. A diferencia de Beth Klingensmith, también intentan inferir una serie de elementos distintivos que puedan revelar una motivación subyacente de los crímenes. En primer lugar, observan con qué frecuencia una de las víctimas femeninas, típicamente una niña prepúber, era arrastrada hacia el final de la cama y expuesta de manera sexualmente explícita. Aunque debido a la estricta moral y decoro imperantes los periódicos de la época evitaban dar detalles, a menudo insinuaban fuertemente que algún tipo de agresión a la víctima había tenido lugar después de la muerte. Los crímenes contienen elementos característicos tanto necrófilos como pedófilos. Además, los autores señalan una posible aversión del asesino a los rostros humanos. Esto se evidencia en que, después de los asesinatos, el agresor a menudo apunta también a los rostros de las víctimas, cubriendo sus caras, los espejos y si los hay los teléfonos, que en la década de 1910 eran de pared y presentaban dos timbres y una trompetilla que evocan fuertemente un rostro humano. Los autores observan una diferencia entre la serie de crímenes posteriores de 1909-1912 y la serie de crímenes anteriores de 1900-1906. En las series de crímenes posteriores, los asesinatos ocurrieron en pueblos pequeños y las casas quedaron bloqueadas después del asesinato. En cambio, en las series previas, la mayoría de los asesinatos ocurrían en granjas remotas y el asesino quemaba la casa. Los autores también propusieron un proceso de selección diferente por parte del asesino. En las primeras series, sospechan que se establecería en un lugar por un tiempo, conseguiría empleo en un negocio maderero o minero y exploraría cuidadosamente el área alrededor de su lugar de trabajo en busca de posibles sitios de ataque. Luego cometería sus asesinatos después de que se acabara su contrato temporal. En las series posteriores, en particular durante la serie del Medio Oeste, simplemente saltaba del tren, caminaba hacia un pequeño pueblo y seleccionaba una casa después de observarla brevemente. Observan una serie de similitudes adicionales. Una de ellas es la proximidad de muchas de las escenas del crimen a operaciones de tala y minería, donde alguien con experiencia en el manejo de un hacha o un pico podría encontrar trabajo. Otra es la falta de un motivo monetario. Las víctimas eran pobres o, si eran más de clase media, a menudo dejaban objetos de valor en el lugar del crimen, a plena vista. Los asesinatos a menudo se cometían muy cerca unos de otros, con algunas semanas de diferencia. Señalan que los asesinatos que encajan con su modus operandi ocurrían en los estados del norte en verano y en los estados del sur en invierno. 
Además, varios autores han intentado inferir características personales del asesino. Alguno ha sugerido que el asesino no podía ser alto, dado que era capaz de blandir un hacha en espacios interiores a menudo muy reducidos.  Esta idea se ve reforzada por la detección de huellas de la talla 39 en una escena del crimen.  Analizando los patrones de ataque, se ha afirmado además que el asesino pudo haber sido zurdo.  Aaron Mahnke, del pódcast Lore, también especuló si el asesino habría borrado sus huellas dactilares porque estaban registradas por un encarcelamiento anterior.

## Teoría clásica
Tanto en la década de 1910 como en publicaciones posteriores, el número de crímenes que se considera cometidos por el mismo asesino con hacha varía. Sin embargo, una serie de seis asesinatos familiares que ocurrieron en cinco ocasiones diferentes entre septiembre de 1911 y junio de 1912 en el Medio Oeste siempre se analizan en el contexto de estos asesinatos.    Dependiendo del autor, a veces también se incluyen otros asesinatos anteriores o posteriores a esta serie.
Cronología de los asesinatos con hacha asociados con los crímenes del Noroeste y el Medio Oeste . Los asesinatos están marcados con marcas negras. Los rangos inferidos del período de homicidios en el Noroeste y el Medio Oeste se dan como barras azules y verdes, respectivamente.

### Los primeros asesinatos del noroeste
Los dos asesinatos familiares que se incluyen con más frecuencia ocurrieron en el verano de 1911 en Ardenwald, Oregón y Rainier, Washington. Estos crímenes del Noroeste precedieron a la serie principal del Medio Oeste por dos meses. En aquel entonces, la prensa relacionó estos crímenes con la serie del Medio Oeste, pero W. M. McClaughry luego los excluyó de su teoría. Los autores modernos también han llegado a conclusiones diferentes con algunos  argumentando a favor de una conexión  y otros  siendo escépticos. 

#### Ardenwald
El ataque a la familia Hill ocurrió la noche del 9 al 10 de junio de 1911, en Ardenwald, Oregón. Las víctimas fueron William Hill, de 34 años, su esposa Ruth Hill, de 33 años, y los dos hijos de su esposa de un matrimonio anterior, Philip Rintoul, de 9 años, y Dorothy Rintoul, de 4 años. Los mataron mientras dormían en sus camas con golpes en la cabeza. En la escena del crimen se encontró el arma homicida, un hacha. Se presume que los asesinatos ocurrieron poco después de medianoche porque el perro de un vecino ladró en ese momento. Los cuerpos fueron trasladados y cubiertos después del crimen. Dorothy y su madre Ruth fueron violadas después del asalto. Dorothy tenía huellas dactilares ensangrentadas en su cuerpo y el cuerpo de Ruth había sido arrastrado hacia el final de la cama. El asesino se había lavado en la escena del crimen y había cubierto las ventanas con un paño.
El crimen fue descubierto a la mañana siguiente por un vecino cuando William Hill no se presentó a trabajar. Había varios sospechosos en el caso. Uno de ellos, su vecino Nathan Harvey, fue acusado del crimen en 1912, pero finalmente absuelto.

#### Rainier
El ataque de la familia Coble ocurrió la noche del 9 al 10 de julio de 1911, en Rainier, Washington. Las víctimas fueron Archie Coble, de 28 años, y su esposa Nettie Coble, de 18. Vivían en una pequeña casa un poco fuera de la ciudad. El Sr. Coble trabajaba como empleado en una tienda en Rainier y utilizaba las vías del tren cercanas para ir caminando al trabajo. 
Los asesinaron mientras dormían en su cama a golpes en la cabeza con el lado romo de un hacha. El asesino había cubierto el rostro de Archie Coble después de matarlo. A Nettie Coble la habían tirado hacia el final de la cama y la habían "atacado" después de morir. Se encontró sangre en la pantalla de la lámpara de aceite, lo que sugiere que el asesino la había manipulado. Debido a las similitudes, la prensa en ese momento conectó los dos asesinatos. Se investigaron varios sospechosos. Uno de ellos era un inmigrante sueco que trabajaba en el ferrocarril cercano. Otro era su capataz en el trabajo, un hombre llamado George Wilson. Ambos se implicaron durante el interrogatorio. Finalmente, Wilson fue condenado por el crimen, pero aún persisten dudas sobre su culpabilidad.

### Serie principal de asesinatos del Medio Oeste
La principal serie de crímenes ocurrió en el Medio Oeste y duró desde septiembre de 1911 hasta junio de 1912. Todo comenzó en Colorado Springs, Colorado, con dos familias, las familias Burnham y Wayne, asesinadas la misma noche. Continuó unas semanas más tarde con el asesinato de la familia Dawson en Monmouth, Illinois. Sólo unas semanas después, la familia Showman fue asesinada en Ellsworth, Kansas. Después de esto, la serie se detuvo durante el invierno. Se reanudó en el verano de 1912 con dos asesinatos familiares. En junio de 1912, la familia Hudson fue asesinada en Paola, Kansas. Unos días después, la familia Moore y dos hermanas que estaban de visita fueron asesinadas en Villisca, Iowa.
Con la excepción de Colorado Springs, que tenía poco menos de 30.000 habitantes en 1911, todas las ciudades eran más pequeñas pero estaban bien conectadas a la red ferroviaria de la época. Todas estaban situadas en grandes líneas ferroviarias o en la intersección de al menos dos líneas. En Colorado Springs, Ellsworth y Paola, la escena del crimen estaba directamente al lado de la vía del tren, mientras que en Monmouth y Villisca, estaba a un par de cuadras de distancia.

#### Colorado Springs

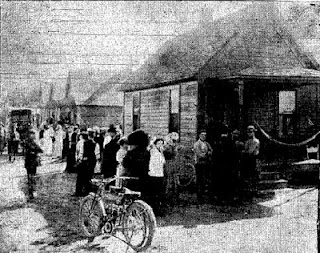
Casa de la familia Burnham rodeada por una multitud de curiosos al día siguiente de que se descubrieron los asesinatos.

Los dos primeros asesinatos de la serie principal ocurrieron durante la noche del 17 al 18 de septiembre de 1911, en Colorado Springs, Colorado. Las víctimas fueron la familia Burnham, compuesta por May Alice Burnham, de 35 años, y sus dos hijos Nellie, de 7 años, y John, de 2, así como la familia Wayne, compuesta por Henry F. Wayne, de 24 años, su esposa Blanche Wayne, de 22 años, y su hija de dieciocho meses, Lula.  Ambas familias habían llegado a Colorado Springs para visitar el sanatorio local dirigido por los Modern Woodmen of America. Aunque los hombres normalmente se alojaban en el sanatorio, sus familias se instalaban a cierta distancia, en casitas estilo cabaña.
Los asesinatos fueron descubiertos a la mañana siguiente, el 20 de septiembre. En ambos casos, a todas las víctimas les destrozaron el cráneo con el lado romo de un hacha y les cubrieron el rostro con sábanas. El arma homicida fue robada de una de las casas y dejada en la escena del crimen. Ambas casas tenían las ventanas tapadas y habían sido bloqueadas por el asesino antes de irse. El asesino permaneció en la escena del crimen, se lavó las manos y limpió las huellas dactilares del arma homicida. Ambas casas estaban una al lado de la otra y a sólo unas pocas casas de la vía del tren.
Se podría descartar un robo como motivo, ya que no se habían llevado nada de valor de ninguna de las casas. Tampoco se pudo establecer un motivo personal, ya que ninguna de las familias tenía enemigos conocidos en la ciudad, a donde habían llegado a visitar el sanatorio local sólo unas semanas antes.  La sospecha inicial recayó sobre el Sr. Burham, el único miembro sobreviviente de la familia Burnham. Sin embargo, rápidamente se estableció que había pasado la noche en el sanatorio y no pudo haber cometido los crímenes ya que estaba gravemente enfermo de tuberculosis. 

#### Monmouth
El siguiente asesinato familiar ocurrió la noche del 30 de septiembre al 1 de octubre de 1911, en Monmouth, Illinois. Las víctimas fueron William Dawson, de 56 años, su esposa Charity, de 52 años, y su hija Georgia, de 12 años. Vivían al sur de las vías del tren, en un barrio de Monmouth conocido como la parte "de color" de la ciudad. Sin embargo, los propios Dawson, eran blancos. El padre, William Dawson, trabajaba como conserje en la Primera Iglesia Presbiteriana local.
El crimen fue descubierto por miembros de la congregación de su iglesia que fueron a buscarlo cuando no se presentó el domingo por la mañana para abrir la iglesia como de costumbre. Encontraron a los tres miembros de la familia en sus camas, golpeados hasta la muerte con un objeto contundente. Según los informes, el asesino había cubierto las ventanas, tapó a las víctimas después de muertas y tiró de Georgia Dawson por la cama y la recolocó. 
Inicialmente se creyó que el arma homicida era un hacha. Sin embargo, las autoridades concluyeron que una tubería de gas, que fue encontrada por perros que siguieron el rastro del asesino hasta un estanque cerca de la vía férrea, era probablemente el arma homicida. Además, varias semanas después, cuando se quitó una valla que se encontraba a lo largo del camino que los perros de caza habían identificado anteriormente, se encontró una linterna de bolsillo. Tenía algo grabado que contenía las palabras "Loving", "Lovey" o una variante de las mismas, así como el nombre del lugar "Colorado Springs" y la fecha "4 de septiembre de 1911". La prensa relacionó esto con los asesinatos anteriores en Colorado Springs.  Las autoridades se centraron en la venganza como posible motivo. Finalmente, dos hombres, John Wesley Knight y Lovey Mitchell, fueron acusados. Esto se basó en una posible lectura de la inscripción en la linterna, así como en el testimonio de testigos. Aunque Lovey Mitchell fue finalmente absuelto después de una serie de juicios, John Wesley Knight fue sentenciado a 19 años de prisión.

#### Ellsworth

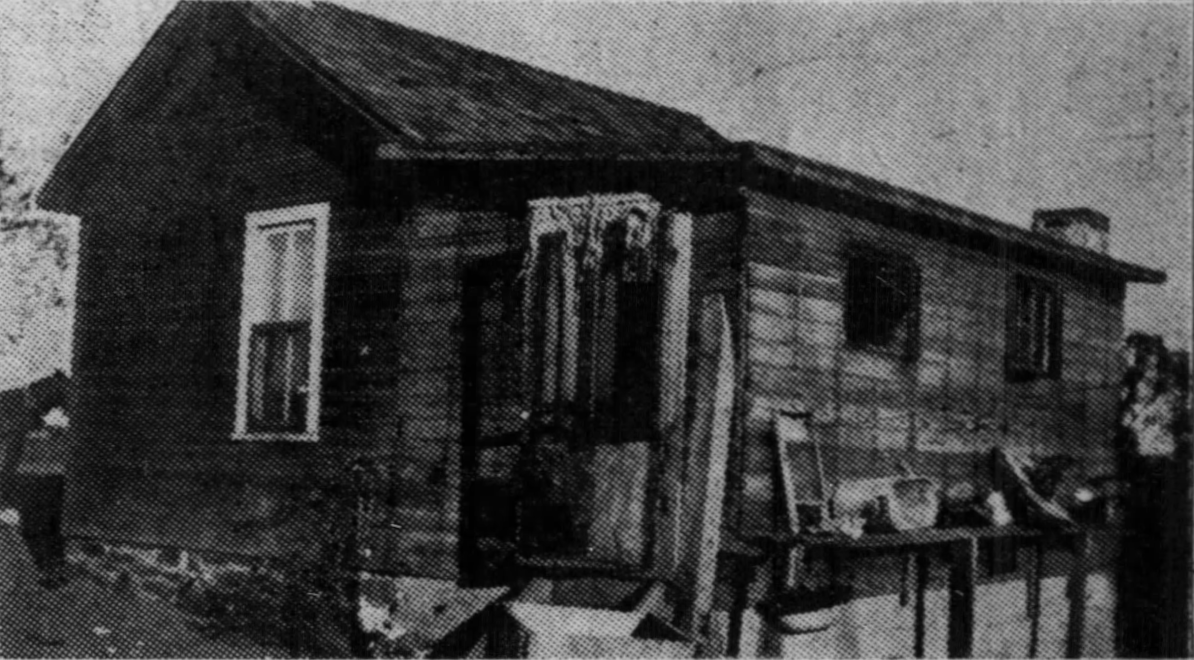
Casa de la familia Showman en los días posteriores al asesinato.

Los asesinatos de los Showman ocurrieron durante la noche del 15 al 16 de octubre de 1911, en Ellsworth, Kansas. Las víctimas fueron William Showman, de 31 años, su esposa Pauline Showman, de 26 años, y sus tres hijos Lester, de 6 años, Fern, de 4 años, y Fenton, de 1 año. Will Showman trabajaba como chofer en Ellsworth.
Las víctimas fueron descubiertas en la tarde del 16 de octubre. A los cinco les aplastaron la cabeza con el lado romo de un hacha. La familia vivía en una pequeña cabaña muy cerca de la vía del tren. El asesino había cubierto todas las ventanas y también el teléfono. Al parecer no se llevaron nada de la casa. El cuerpo de Pauline Showman había sido colocado después de su muerte de manera sexualmente explícita. La policía encontró en el lugar del crimen el arma homicida, la cual fue limpiada de huellas dactilares. También encontraron una lámpara a la que le habían quitado la pantalla, que fue encontrada debajo de una silla en la cocina.  Los sabuesos siguieron un rastro hasta una intersección cercana de dos líneas ferroviarias. 
Además de estos asesinatos, hubo un intento de allanamiento a la casa del alguacil de la ciudad, Morris Merritt. Por la mañana, descubrió que alguien había quitado la mosquitera de su ventana y había intentado abrirla. Su casa estaba justo al lado de la vía del tren y a sólo dos casas de la casa de la familia Showman.
Este asesinato fue la primera vez que la prensa comenzó a conectar los diferentes crímenes y etiquetó al presunto asesino como Billy el Hachero. Sin embargo, la policía volvió a centrarse en los sospechosos locales. Uno de ellos era Charles Marzyck, ex cuñado de Pauline Showman, quien había hecho amenazas contra la familia. La policía pudo detener a Marzyck, pero lo dejó ir después de comprobar su coartada. Otro sospechoso fue un hombre llamado John Smith o John Smitherton, que se había alojado en un hotel local durante la noche después de los asesinatos y había dejado un paquete de ropa. La policía también pudo encontrarlo. Sin embargo, lo dejaron ir después de dar una larga entrevista a la policía. En la entrevista, dijo que encontró el paquete de ropa cerca de las vías del tren cuando se bajó del tren la noche de los asesinatos. Bill James y Rachel McCarthy James especulan si habría encontrado la ropa descartada del verdadero asesino.

#### Paola
Los asesinatos de los Hudson ocurrieron la noche del 5 al 6 de junio de 1912, en Paola, Kansas. Las víctimas fueron Rollin Hudson, de 21 años, y su esposa Anna, de 22. La pareja se había mudado a Paola recientemente, en la primavera de 1912, y hay informes que indican que tenían problemas matrimoniales debido a la percibida infidelidad de Anna Hudson. Al principio vivían con otra familia, pero pronto se mudaron a una casa propia.
Los asesinatos fueron descubiertos al día siguiente cuando, motivadas por la ausencia del Sr. Hudson del trabajo, varias mujeres irrumpieron en la casa de los Hudson y descubrieron los cuerpos. El asesino había entrado a la casa a través de una ventana trasera, quitando primero la mosquitera y poniéndola contra la pared. Dentro, encendió una lámpara de carbón, le quitó la pantalla y la colocó debajo de la cama. Mató a ambos ocupantes aplastándoles el cráneo y luego cubrió sus cuerpos. El arma homicida nunca fue encontrada, pero se dedujo que era un instrumento contundente, posiblemente un pico o un martillo. No se llevaron nada de valor, descartándose el robo como motivo.
Esa misma noche se informó de otro intento de ataque en la casa de la familia Longmeyer, que vivía unas casas más arriba en la misma calle. En ese caso, el atacante también había entrado a la casa por una ventana trasera, quitando la mosquitera y colocándola contra la pared. Dentro de la casa también había encendido una lámpara de aceite y quitado la pantalla. El ataque, sin embargo, fue interrumpido cuando la señora Longmeyer se despertó por el sonido de cristales rotos. Esto a su vez provocó que el atacante huyera de la casa. El vidrio roto resultó ser la pantalla de cristal de la lámpara. Tanto la casa de los Hudson como la de la familia Longmeyer estaban a sólo unos minutos a pie de la intersección de dos líneas ferroviarias.
A pesar de este segundo intento, el público pronto se centró en la supuesta infidelidad de Anna Hudson sospechando que los pretendientes locales eran los responsables de los asesinatos. Sin embargo, el sheriff relacionó el asesinato con los asesinatos anteriores citando las similitudes en el modus operandi y la aparente sofisticación del asesino. Nunca se acusó a nadie del crimen.

#### Villisca

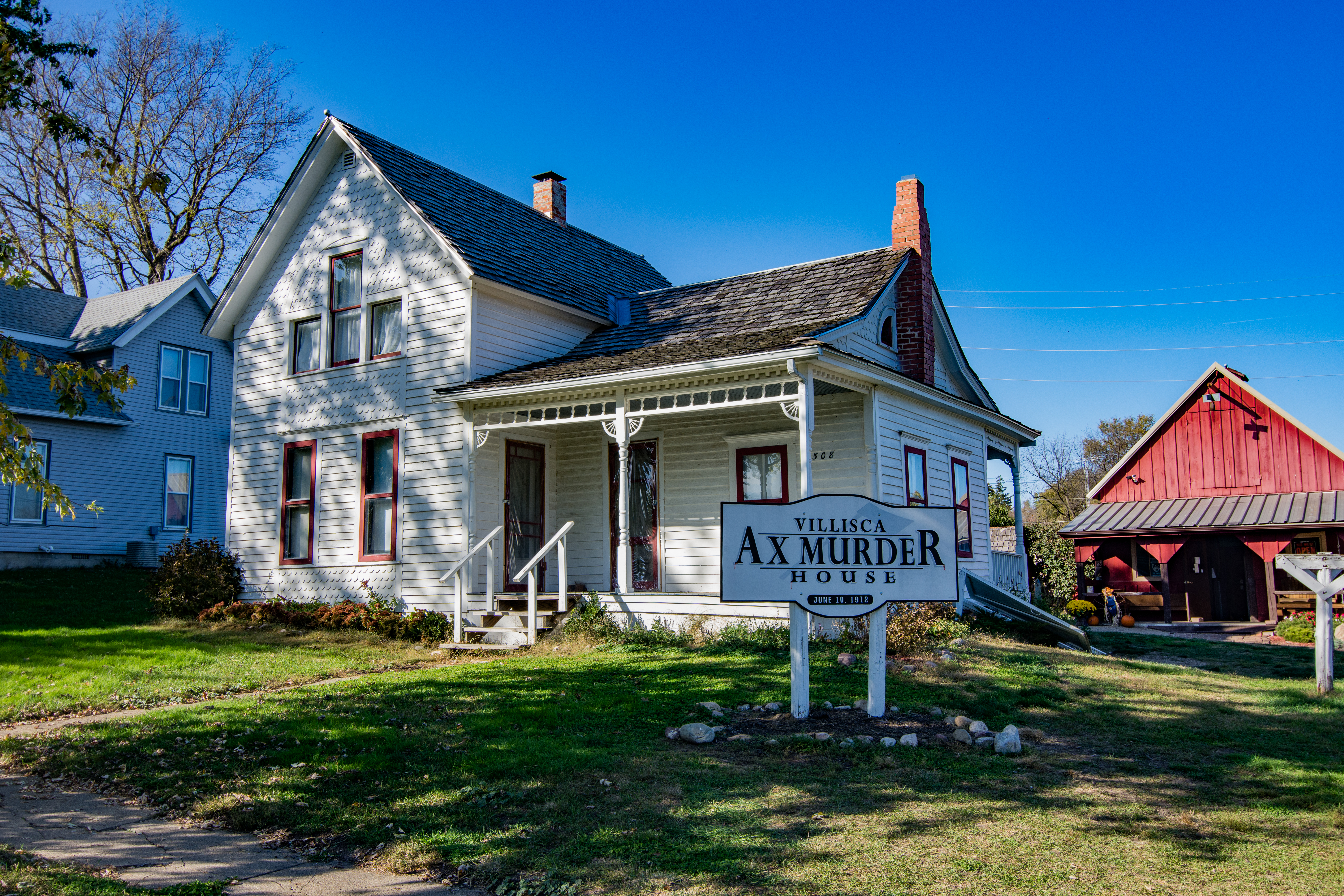
Vista actual de la residencia Moore.

El último asesinato familiar en la serie del Medio Oeste ocurrió menos de una semana después, en la noche del 9 al 10 de junio de 1912 en Villisca, Iowa. Las víctimas fueron Josiah Moore, de 43 años, su esposa Sara, de 39, y sus cuatro hijos: Herman, de 11, Katherine, de 10, Boyd, de 7, y Paul, de 5. Además, el asesino también ultimó a dos niñas que estaban de visita, Lena Stillinger, de 11 años, e Ina Stillinger, de 8, dos hermanas que eran amigas de la hija de los Moore y se habían quedado a dormir.
Los crímenes fueron descubiertos a la mañana siguiente, cuando una de las vecinas se preocupó porque nadie se movía en la casa. Ella avisó al hermano de Josiah Moore, quien, después de haber entrado a la casa, encontró que todos los que estaban dentro habían sido asesinados por golpes en la cabeza con el lado romo de un hacha. El asesino pudo haber entrado por una puerta trasera que no estaba cerrada con llave. Dentro de la casa había encendido una lámpara, le había quitado la pantalla y la había colocado debajo de una silla. Los ataques posteriores debieron ser rápidos y decididos, ya que todas las víctimas murieron en sus camas. Después de los asesinatos, el asesino cubrió los rostros de las víctimas, los espejos, las ventanas y el teléfono. Luego encendió otra lámpara, cuya pantalla también fue quitada, cerró todas las puertas y ventanas y se lavó las manos. Tiró del cuerpo de Lena Stillinger hasta el borde de la cama, la colocó de forma sexualmente explícita y posiblemente se masturbó sobre su cadáver. Al salir, dejó en el lugar el hacha que había tomado de la casa. No se llevaron ningún objeto de valor de la vivienda.
Al igual que en Colorado Springs, Ellsworth y Paola, es posible que haya habido un segundo intento esa noche. A las 2:10 a. m., Xenia Delaney, residente de Villisca, se despertó por el ruido de alguien subiendo las escaleras hacia su dormitorio. Luego, esta persona probaría la puerta, pero al encontrarla cerrada con llave, se daría la vuelta y se iría por donde vino. 
Cuando se descubrieron los asesinatos de la familia Moore y sus dos visitantes la mañana del 10 de junio, la policía desplegó perros de caza que siguieron un rastro hasta un cruce de dos líneas ferroviarias. Aunque inicialmente el caso estuvo relacionado con los otros asesinatos de la serie, el público y las autoridades pronto se centraron en los sospechosos locales. Uno de ellos, un inmigrante inglés llamado George J. Kelly, fue juzgado pero finalmente absuelto.

### Posibles asesinatos posteriores
Varios autores han especulado sobre si algunos crímenes posteriores deberían considerarse parte de la serie. Un posible crimen son los asesinatos de Pfannschmidt, donde el 27 de septiembre de 1912, la familia Pfannschmidt fue asesinada en sus camas y su casa fue quemada después. El principal sospechoso fue el único miembro sobreviviente de la familia, Ray Pfannschmidt, quien, en su defensa, culpó a Billy el Hachero de los asesinatos.  Otro ejemplo son los asesinatos de la familia Kellar, donde el 10 de junio de 1913, la familia Kellar fue asesinada en sus camas.  También se especula que los asesinatos de Hinterkaifeck de 1922 en Alemania pudieron haber sido cometidos por el mismo asesino. 

## Teorías extendidas

### Asesinatos con hacha de mulatos (1911-1912)
Durante los años 1911-1912, los estados sureños de Texas y Luisiana fueron testigos de una serie de asesinatos con hacha con un modus operandi muy similar al de la serie del Medio Oeste. Los asesinatos también involucraron familias enteras asesinadas por la noche con un hacha. Además, el robo no fue el motivo de ninguno de los crímenes y la mayoría de las víctimas vivían muy cerca de las vías del tren. Si bien el número de crímenes que se atribuyen a este asesino con hacha también varía, en el contexto de esta serie se suelen analizar trece asesinatos familiares con un total de 49 víctimas.

La principal diferencia con los crímenes del norte fue el hecho de que todos los asesinatos involucraban a familias con miembros de raza negra o mulatos. Por este motivo la prensa acuñó el término 'Mulatto Axe Murders' para la serie. En ese momento, una mujer negra llamada Clementine Barnabet fue acusada de estar involucrada en estos asesinatos. Finalmente, fue condenada por uno de ellos.
Cronología de los asesinatos con hacha que pudo haber cometido el asesino con hacha del Medio Oeste según la teoría presentada en El hombre del tren . Los asesinatos probables están marcados con marcas negras y los asesinatos que posiblemente se cometieron están marcados con marcas grises. Los rangos inferidos del período de homicidios en el Noroeste, Medio Oeste, Sur y Noreste se dan como barras azules, verdes, rojas y amarillas, respectivamente.
En 2015, Todd Elliott conectó estas dos series, afirmando que un solo asesino era responsable de ambas. Basó su argumento en la similitud del modus operandi y en el hecho de que los crímenes del sur siempre terminaban en los meses de verano, justo cuando ocurrían los crímenes de la serie del norte. En 2017, Bill James y McCarthy James también discutieron una posible conexión entre las dos series. Según ellos, al menos uno de los asesinatos fue seguramente cometido por el mismo asesino, mientras que otros son menos probables y pueden haber sido crímenes imitadores.

### Asesinatos familiares anteriores
Bill James y McCarthy James se desvían fuertemente de las teorías discutidas hasta ahora. Citan a Klingensmith como fuente, pero creen que los crímenes de principios de 1911 muestran un modus operandi maduro, lo que puede indicar un asesino en serie experimentado y activo en esa fecha. Por lo tanto, llevaron a cabo una extensa búsqueda bibliográfica para encontrar posibles asesinatos anteriores de familias con hachas. Dependiendo de qué tan bien concuerden los detalles adicionales en cada caso con el modus operandi establecido para los asesinatos con hacha en el Medio Oeste, entonces intentan juzgar si el mismo asesino en serie podría haberlos cometido.
En su investigación encuentran un número sustancial de asesinatos que encajan con el modus operandi, pero ningún candidato definido para el período entre el verano de 1906 y el verano de 1909. Se especula que esta larga pausa puede indicar que el asesino del hacha fue encarcelado por otros delitos, posiblemente un asesinato en curso que fue interrumpido y sentenciado como robo. Durante todo el período comprendido entre 1900 y 1910 se discuten once crímenes que concluyen que fueron cometidos probablemente por el mismo asesino, y otros trece crímenes posiblemente cometidos por el mismo asesino del hacha. Con excepción del caso Lyerly,  estos crímenes habían sido prácticamente olvidados.

## Sospechosos

### Henry Lee Moore
Henry Lee Moore fue condenado en Misuri en 1913 por el asesinato con hacha de su madre y su abuela y sentenciado a cadena perpetua. Debido a algunas similitudes en este asesinato, así como al hecho de que fue liberado justo antes de los asesinatos en Colorado Springs, el agente especial W. M. McClaughry sospechó que Moore era el culpable de los asesinatos con hacha en el Medio Oeste. Más recientemente, varios autores han argumentado en contra de esta identificación. 

### Charles Marzyck
Charles Marzyck era el ex cuñado de Pauline Showman y sospechoso del asesinato de ella y su marido. También se alegó que tenía conexiones con Monmouth y Colorado Springs, lo que llevó a especulaciones de que podría estar conectado con estos asesinatos también.  La policía pudo detener a Marzyck y llevarlo a Ellsworth. Sin embargo, pudo aportar pruebas de su inocencia y finalmente fue puesto en libertad. 

### Lovey Mitchell
Lovey Mitchell fue acusado y juzgado dos veces por los asesinatos de Monmouth que ocurrieron en 1911. Durante el juicio, la prensa lo relacionó con los demás asesinatos de la serie. Mitchell fue finalmente declarado inocente y liberado en 1918. En un artículo de revisión sobre asesinos seriales históricos, Philip Jenkins nuevamente nombró a Mitchell como responsable de los asesinatos con hacha en el Medio Oeste.

### George Kelly
George Kelly fue un ministro ambulante nacido en Inglaterra que se convirtió en uno de los principales sospechosos de los asesinatos de Villisca. Estos asesinatos son los últimos y los más conocidos de los asesinatos familiares de la serie del Medio Oeste. En ese momento, fue juzgado por los asesinatos, pero finalmente fue absuelto de los crímenes. Basándose en los elementos religiosos presentes en la serie de asesinatos con hacha en el sur, Todd Elliott sospechó que Kelly era el asesino en serie responsable de las series de crímenes tanto del Medio Oeste como del Sur. 

### Paul Müller
Paul Müller (o Mueller) fue un peón agrícola nacido en Alemania que se convirtió en el principal sospechoso del asesinato de la familia Newton en 1898 cerca de West Brookfield, Massachusetts  y en objeto de una extensa persecución posteriormente.  En su libro de 2017 The Man from the Train, los autores Bill James y Rachel McCarthy James identifican a Mueller como el candidato más probable para ser el asesino con hacha en docenas de ataques en todo el país, basándose en las similitudes de los crímenes. Esta identificación de Mueller fue respaldada por el profesor Harold Schechter después de la publicación de su libro, calificándola de "la solución más probable". 
Bill James y Rachel McCarthy James creían que los crímenes posteriores mostraban un modus operandi maduro, lo que indicaba que probablemente fueron cometidos por un asesino experimentado. A partir de los asesinatos de Villisca, buscaron en los periódicos crímenes anteriores que tuvieran características similares y creyeron que los primeros crímenes de este asesino podrían no haber estado relacionados con él debido a su inexperiencia. Según los autores, los asesinatos de la familia Newton cumplen estos criterios y probablemente fueron los primeros de  los muchos asesinatos cometidos por Mueller. 

### Citas
1. 1 2 3 4  Young, 2019.
2. 1 2 3 4 5  Elliott, 2015.
3. 1 2 3  Brewster, 2010.
4. 1 2 3 4 5 6 7 8 9 10  James y McCarthy James, 2017.
5. 1 2 3 4 5  Taylor, 2012.
6. 1 2 3 4 5  Klingensmith, 2006.
7. 1 2  McQueen, 2017.
8. 1 2 3  Epperly, 2021.
9. 1 2  Newton, 2021, chpt. 3 "Axe Men".
10. ↑  Mahnke, 2018.
11. 1 2  Taylor, 2020.
12. ↑  Mahnke, 2018, pp. 25-26: "Every reflective surface, every place where it might be possible to see eyes staring back at himself; he carefully and deliberately covered each of them".
13. ↑  Newton, 2021.
14. ↑  Mahnke, 2018, p. 27: "No fingerprints were found, though, suggesting a killer who was worried about being identified by prison records".
15. ↑  «Reward of $1770 Offered by Journal and Citizens for Capture of Slayer». The Oregon daily journal. 12 de junio de 1911. p. 1.
16. 1 2 3  Chandler, 2013, chap. "An Enduring Mystery, 1911".
17. ↑  «Tighten Net on Murder Suspect». The Seattle Star. 13 de julio de 1911. p. 1.
18. 1 2 3  «Six Killed In Wholesale Murder - Man, Two Women, Three Children Meet Death At Hands Of Fiend With Ax». Colorado Springs Gazette. 21 de septiembre de 1911. Consultado el 14 de agosto de 2023.
19. ↑  Emery, Erin (8 de abril de 2007). «Hot on the trail of cold 1911 ax murders». The Denver Post. Consultado el 14 de agosto de 2023.
20. 1 2  «Three Slain in Bed by Fiend». Lincoln Evening News. 2 de octubre de 1911. p. 1. Consultado el 14 de agosto de 2023.
21. 1 2  «Charles Marzyck - Showman Family of Five Murdered». Ellsworth Reporter. 19 de octubre de 1911. p. 1. Consultado el 12 de septiembre de 2023.
22. ↑  «Entire Kansas Family Murdered». The Coffeyville Daily Journal. 17 de octubre de 1911. p. 1. Consultado el 14 de agosto de 2023.
23. ↑  «Fiendish Double Murder». The Miami Republican. 14 de junio de 1912. p. 1. Consultado el 14 de agosto de 2023.
24. ↑  Dash, Mike (8 de junio de 2012). «The Ax Murderer Who Got Away». Smithsonian Magazine. Consultado el 14 de agosto de 2023.
25. ↑  Lane, 2012.
26. ↑  Newton, 2009, p. 263.
27. ↑  Wells, 2007.
28. ↑  «Man captured is Marzyck». The Salina Daily Union. 10 de mayo de 1912. p. 6. Consultado el 16 de agosto de 2023.
29. ↑  «Spring Ax Murders Laid To Negro Held For Thirty Deaths Since 1911». The Colorado Transcript. 25 de marzo de 1915. p. 2. Consultado el 14 de agosto de 2023.
30. ↑  Jenkins, 1989.
31. ↑  Faugno, 2016, chap. "Axe Murderer on the Loose".
32. ↑  «Not Muller's - Clothing at New Haven Unidetified - Brookfield Men Return Home With No Light on Affair». The Boston Globe. 14 de enero de 1898. p. 7. Consultado el 14 de agosto de 2023.
33. ↑  Briggs, Tracy (16 de agosto de 2022). «Was a railroad-hopping serial killer responsible for the Midwest's most infamous ax murders?». Inforum. Consultado el 14 de agosto de 2023.
34. ↑  James y McCarthy James, 2017, p. 436: "A serial killer must, of course, have a first crime, and it is common for the first crime to reveal information about him that in later crimes he will conceal"..